# Planalto de Minas
Planalto de Minas é um distrito do município brasileiro de Diamantina, no interior do estado de Minas Gerais. Segundo o censo demográfico de 2022, realizado pelo Instituto Brasileiro de Geografia e Estatística (IBGE), sua população era de 912 habitantes e havia 373 domicílios particulares permanentes ocupados. Possui área de 267,10 km² conforme a Fundação João Pinheiro (FJP). Foi criado pela lei estadual nº 2.764 de 30 de dezembro de 1962.
De acordo com o IBGE, em 2010 a população era de 1 318 habitantes e havia 529 domicílios particulares.